# John S. Marmaduke

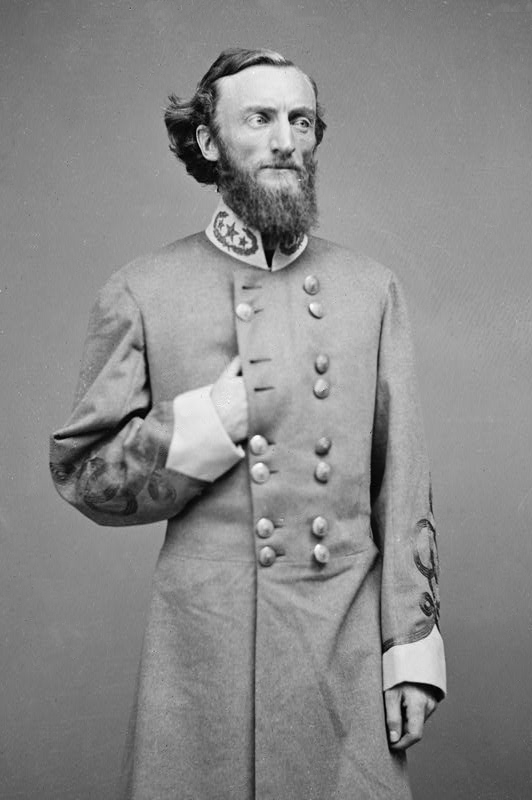
John S. Marmaduke

John Sappington Marmaduke (* 14. März 1833 bei Arrow Rock, Missouri; † 28. Dezember 1887 in Jefferson City, Missouri) war Offizier des US-Heeres, General des konföderierten Heeres und ein US-amerikanischer Politiker (Demokratische Partei). Von 1884 bis zu seinem Tode 1887 war er Gouverneur des Bundesstaates Missouri.

## Frühes Leben und Militärkarriere vor dem Sezessionskrieg
Marmaduke wurde als zweites von zehn Kindern auf der Plantage seines Vaters im Saline County geboren. Sein Vater Meredith Miles Marmaduke war 1844 der achte Gouverneur von Missouri. Sein Urgroßvater John Breathitt war von 1832 bis 1834 Gouverneur von Kentucky.
Als Schüler besuchte Marmaduke in Missouri zunächst die Chapel Hill Academy im Lafayette County und danach das Freimaurer-College in Lexington. Es folgten ein zweijähriges Studium an der Yale University und ein einjähriger Studienaufenthalt an der Harvard University. Auf Empfehlung des Kongressabgeordneten John S. Phelps wurde Marmaduke dann als Kadett an der Militärakademie in West Point, New York ausgebildet. Seine Ausbildung dort schloss er 1857 als 30. seines 38 Mann starken Jahrgangs ab. Nach einem kurzzeitigen Dienst als Leutnant beim Regiment of Mounted Riflemen wurde er zum vom späteren konföderierten General Albert S. Johnston kommandierten 2. US-Kavallerieregiment in den Westen der Vereinigten Staaten versetzt. Hier nahm er von 1858 bis 1860 am Utah-Krieg gegen die Mormonen teil.

## Im Sezessionskrieg
Im Frühjahr 1861 diente Marmaduke im New-Mexico-Territorium. Als er von falschen Gerüchten hörte, nach denen Missouri aus der Union ausgetreten sein sollte, begab er sich unverzüglich zurück nach Missouri. Obwohl sein Vater ein glühender Anhänger der Union war, entschloss sich Marmaduke im April 1861, seinen Abschied vom US-Heer zu nehmen. Kurz darauf wurde er von seinem Onkel, dem für die Sezession Missouris eintretenden Gouverneur des Staates, Claiborne Fox Jackson, zum Oberst eines Regiments der Missouri State Guard ernannt.
Jackson und der Oberbefehlshaber der State Guard, Sterling Price, verließen Jefferson City im Juni 1861, um weitere Truppen für die State Guard auszuheben. In Boonville trafen sie auf das Regiment Marmadukes. Bald darauf verließen Jackson und Price Boonville wieder und ließen dort Marmaduke mit einem kleinen Aufgebot der State Guard zurück. Obwohl sich schnell herausstellte, dass die Marmaduke nun unterstellten Männer untrainiert und damit für einen Kampfeinsatz nicht geeignet waren, erhielt er von Jackson den Befehl, Boonville gegen die nachrückenden Unionstruppen unter Nathaniel Lyon zu verteidigen. Lyons 1.700 gut ausgebildeten und ausgerüsteten Soldaten konnten Marmadukes Truppe ohne Schwierigkeiten am 17. Juni 1861 im Gefecht bei Boonville besiegen. Marmadukes Rekruten flohen bereits nach 20 Minuten, so dass die Unionssoldaten das Gefecht später verächtlich als Boonville-Rennen (Boonville Races) bezeichneten.
Der mit seiner Situation unzufriedene Marmaduke legte daraufhin sein Kommando in der State Guard nieder, reiste nach Richmond, Virginia und trat dort als Leutnant in das reguläre konföderierte Heer ein. Ihm wurde befohlen, in Arkansas Dienst zu leisten, wo er bald zum Kommandeur eines Bataillons gewählt wurde. Er diente danach im Stab von Generalleutnant William Joseph Hardee, einem ehemaligen Ausbilder der US-Militärakademie. Im Frühjahr 1862 wurde Marmaduke von seinem früheren Kommandeur aus den Zeiten des Utah-Krieges, General Albert S. Johnston, zum Dienst in seinem Stab angefordert.
Bei der Schlacht von Shiloh wurde Marmaduke als Kommandeur eines konföderierten Infanterieregiments verwundet und war infolge der erlittenen Verletzung für einige Monate dienstunfähig. Im November 1862 wurde er zum Brigadegeneral befördert. Sein erster Kampfeinsatz nach der Beförderung war die Schlacht bei Prairie Grove. Im April 1863 drang Marmaduke mit 5.000 Mann und 10 Geschützen von Arkansas in das von Unionstruppen beherrschte Missouri ein, wurde jedoch im Gefecht von Cape Girardeau geschlagen und musste nach Helena, Arkansas ausweichen.
Wenig später machte Marmaduke aufgrund seines Verhaltens von sich reden. Im September 1863 bezichtigte er seinen Vorgesetzten, Generalmajor Lucius M. Walker der Feigheit, da dieser sich in der Schlacht nicht bei seinen Truppen aufhielt. Der beleidigte Walker forderte Marmaduke daraufhin zu einem Duell auf, dessen Folgen Walker am 7. September 1863 erlag.
Danach kommandierte Marmaduke eine Kavalleriedivision im Wehrbereich Trans-Mississippi, mit der er am Red-River-Feldzug und an Price’s Expedition nach Missouri teilnahm. In der Schlacht am Mine Creek geriet er in Gefangenschaft. Das Kriegsende erlebte er als Kriegsgefangener in Johnsons Island, Ohio. Kurz zuvor wurde er noch zum Generalmajor befördert.

## Nach dem Sezessionskrieg
Aus der Gefangenschaft entlassen kehrte Marmaduke zurück nach Missouri und ließ sich in St. Louis nieder. Er arbeitete zunächst kurzzeitig in der Versicherungsbranche und wirkte dann als Herausgeber eines Landwirtschaftsmagazins. In seinem Magazin beschuldigte Marmaduke die Eisenbahnunternehmen illegaler Preisabsprachen zum Nachteil der örtlichen Farmer. Er wurde daraufhin vom Gouverneur in die erste Eisenbahnaufsichtskommission des Staates Missouri berufen.
Marmaduke ging nun in die Politik. 1880 strebte er eine Kandidatur als Gouverneur von Missouri an, unterlag bei den Vorwahlen der Demokraten aber Thomas Theodore Crittenden, der von den Eisenbahngesellschaften finanziell unterstützt wurde. Vier Jahre später trat Marmaduke erneut an, konnte sich diesmal mit seinem Programm, das eine stärkere Regulierung des Eisenbahngeschäftes vorsah, durchsetzen und wurde zum Gouverneur gewählt. Gestützt von einer Wahlplattform, die sich für den Ausgleich zwischen ehemaligen Konföderierten und Unionsanhängern einsetzte, stritt Marmaduke für ein neues Missouri. In den Jahren 1885 und 1886 gelang ihm die Beilegung von Eisenbahnstreiks, die sich verheerend auf die Wirtschaft Missouris hätten auswirken können. 1887 konnte er ein Gesetz durchbringen, das die Eisenbahngesellschaften des Staates erstmals einer Aufsicht unterwarf. Er erhöhte zudem die Budgets der staatlichen Schulen drastisch, so dass schließlich nahezu ein Drittel des öffentlichen Haushalts Missouris in die Ausbildung floss.
Ende 1887 erkrankte Marmaduke an einer Lungenentzündung, an der er am 28. Dezember 1887 verstarb.

## Familie
Zeit seines Lebens war Marmaduke niemals verheiratet. Marmadukes jüngerer Bruder, Henry Hungerford Marmaduke, diente in der Marine der Konföderierten. Nach seiner Gefangennahme trat er in die Dienste der Unionsregierung und führte für diese Verhandlungen mit südamerikanischen Regierungen. Zwei weitere Brüder Marmadukes fielen im Sezessionskrieg.

## Sonstiges
Der Ort Marmaduke im Greene County, Arkansas, ist nach John S. Marmaduke benannt.